# Provincia de Bam
Bam es una de las 45 provincias de Burkina Faso, su capital es Kongoussi.

## Departamentos (población estimada a 1 de julio de 2018)
La provincia de Bam está dividida en 6 departamentos:
| Ciudad                                                | Latitud     | Longitud   | Altitud | Población (2018) |
| ----------------------------------------------------- | ----------- | ---------- | ------- | ---------------- |
| Bourzanga (Boulzanga,Bourzenga)                       | 13° 40' 41N | 1° 32' 46O | 304 m.  | 67,903           |
| Guibaré                                               | 12° 54' 06N | 1° 55' 04O | 303 m.  | 32,609           |
| Kongoussi                                             | 13° 19' 33N | 1° 32' 05O | 302 m.  | 99,779           |
| Nasséré                                               | 12° 59' 27N | 1° 32' 48O | 255 m.  | 14,183           |
| Rollo (Dolo, Tiolo)                                   | 13° 35' 58N | 1° 42' 21O | 330 m.  | 38,904           |
| Nasséré                                               |             |            |         | 18,837           |
| Sabcé (Sabce, Sabcé, Sabasse, Sabace, Sabsé, Sabassé) | 13° 11' 52N | 1° 31' 18O | 355 m.  | 31,792           |
| Tikaré (Tinari, Tikaré, Tinkari)                      | 13° 17' 29N | 1° 43' 34O | 449 m.  | 49,146           |
| Zimtenga                                              |             |            |         | 34,100           |